# 14の夜
『14の夜』（じゅうしのよる）は、2016年公開の日本の青春映画。監督・脚本は 足立紳、主演は 犬飼直紀。

## 概要
「百円の恋」で第39回日本アカデミー賞の最優秀脚本賞を受賞した脚本家・足立紳の初の監督作品で、脚本も足立によるオリジナルである。
主演はオーディションで選出された新人、犬飼直紀が務めた。第29回東京国際映画祭・日本映画スプラッシュ部門公式出品作品。
主人公に性衝動を起こさせるヤンキー少女役には現役アイドル（当時）の浅川梨奈が抜擢。役作りで髪を染めて演じた。当初は体を触られる演出も想定されたが、演出変更によりカットされている。

## あらすじ
1987年の夏。中学の柔道部に所属しているタカシ、ミツル、サトシ、竹内の4人は顔を突き合せればいつも女性の身体や性的なものへの興味と妄想の話ばかり繰り返している。その日も「AV女優の『よくしまる今日子』が町で唯一のレンタルビデオ店『ワールド』にサイン会にやってきて、深夜12時を過ぎるとおっぱいを吸わせてくれる」という噂の真偽を確かめるため、4人で一緒にワールドに出かける約束をする。
田舎町に住む中学生の、性への興味に突き動かされたある1日の出来事を通して、情けなくもどこか憎めない少年たちが成長していく姿を描く。

## 登場人物
大山タカシ
演 - 犬飼直紀
中学3年生。柔道部所属。
大山佳子
演 - 濱田マリ
タカシの母親。
大山春子
演 - 門脇麦
タカシの姉。
前田
演 - 和田正人
春子の婚約者。国立大卒で一流企業に勤めている。
西野メグミ
演 - 浅川梨奈
タカシの幼馴染。
金田
演 - 健太郎
不良グループのリーダー。タカシたちのグループに何かとちょっかいを出してくる。
多田ミツル
演 - 青木柚
タカシの友人。グループ内でパシリのような扱いを受けている。車椅子の父親と二人暮らし。
岡田サトシ
演 - 中島来星
タカシの友人。
竹内剛
演 - 河口瑛将
タカシの友人。グループのリーダー的な存在。粗暴な性格だが、金田たちには頭が上がらない。
ケメ子
演 - 後藤ユウミ
いつも意味不明なことを呟きながら近所を徘徊している謎の女。
祖母
演 - 稲川実代子
タカシの祖母。離れで暮らしている。
ビデオ屋の女店員
演 - 内田慈
ビデオ屋の男店員
演 - 駒木根隆介
ミツルの父親
演 - 坂田聡
交通事故に遭い、それ以来車椅子生活。昼間はいつもパチンコ店にいる。
脇田先生
演 - 宇野祥平
柔道部顧問。映画部が賞を取って以来、そちらの指導のほうに力を入れている。
マスター
演 - ガダルカナル・タカ
怪しげな移動販売のカフェのマスター。
大山忠雄
演 - 光石研
タカシの父親。高校教師。飲酒運転でバイクと接触事故を起こし謹慎中。世間体を気にして家に引きこもっている。以前から小説コンクールへの応募を続けているが、一次審査すら通ったためしがない。
よくしまる今日子
演 - 沖田杏梨
噂のAV女優。

## スタッフ
- 監督 - 足立紳
- 脚本 - 足立紳
- 製作 - 間宮登良松、狩野善則
- エグゼクティブプロデューサー - 加藤和夫
- プロデューサー - 佐藤現、坂井正徳
- アソシエイトプロデューサー - 古川一博
- 撮影 - 猪本雅三
- 照明 - 安部力
- 録音 - 西條博介
- 美術 - 将多
- 衣装 - 天野多恵
- ヘアメイク - 大久保恵美子
- 編集 - 洲崎千恵子
- 音楽プロデューサー - 津島玄一
- 音楽 - 海田庄吾
- 主題歌 - キュウソネコカミ『わかってんだよ』(Getting Better Records / Victor Entertainment)[1]
- 助監督 - 松倉大夏
- 監督補 - 大崎章
- スクリプター - 佐山優佳
- キャスティング - 北田由利子
- 製作担当 - 村山大輔
- 製作プロダクション - 東北新社
- 製作 - 「14の夜」製作委員会
- 配給 - SPOTTED PRODUCTIONS

## DVDリリース・派生作品

### DVD
- 14の夜（2017年7月12日、東映、品番：DSTD03990）[5]

### 書籍
- 14の夜（2016年12月8日、幻冬舎、著：足立紳、ISBN 978-4-34-403044-2）[6]